# Комсомольская площадь (Казань)
Комсомо́льская пло́щадь (тат. Комсомол мəйданы, Komsomol məydanı) — площадь в посёлке Дербышки Советского района Казани. Одна из трёх площадей посёлка, примыкающая к одной (Мира) и расположенная недалеко от другой (Дербышкинской).
Небольшая, подобная скверу площадь находится на пересечении проходящей через посёлок магистральной улицы Мира с улицей Главная. Напротив через улицу Мира находится большая зелёная зона площади Мира.
Организованная в конце 1930-х гг, исторически первая в посёлке, площадь была до Дербышкинской площади местом проведения в Дербышках митингов, собраний, приёма в комсомольцы и пионеры и прочих праздников и культурно-массовых мероприятий.
Помимо проезжей части перекрёстка и проездов по периметру, площадь имела небольшой водоём с недействующим фонтаном спереди, площадку с монументом-памятником первым комсомольцам в центре и густую зелёную зону с деревьями и другими зелёными насаждениями. На площадь выходят жилые 3—4-этажные дома-«сталинки» с магазинами и другими общественными заведениями.
Ранее, на площади находилась остановка "Магазин «Гвоздика» (или "Магазин «Комсомольский») автобусных маршрутов № 1, 19, 25, 34, 41, 44, 60, следующих по улице Мира по направлению от центра города. Сейчас остановка перенесена чуть дальше и расположена после пересечения с улицей Главная.
В настоящее время, большую часть площади занимает магазин «Бэхетле», открытие которого состоялось в декабре 2012 года. Оставшаяся территория благоустроена, отведена под парковочные места, дорожки и места отдыха. Памятник первым комсомольцам поселка в мае 2012 года был отреставрирован и перенесен на Площадь Мира.

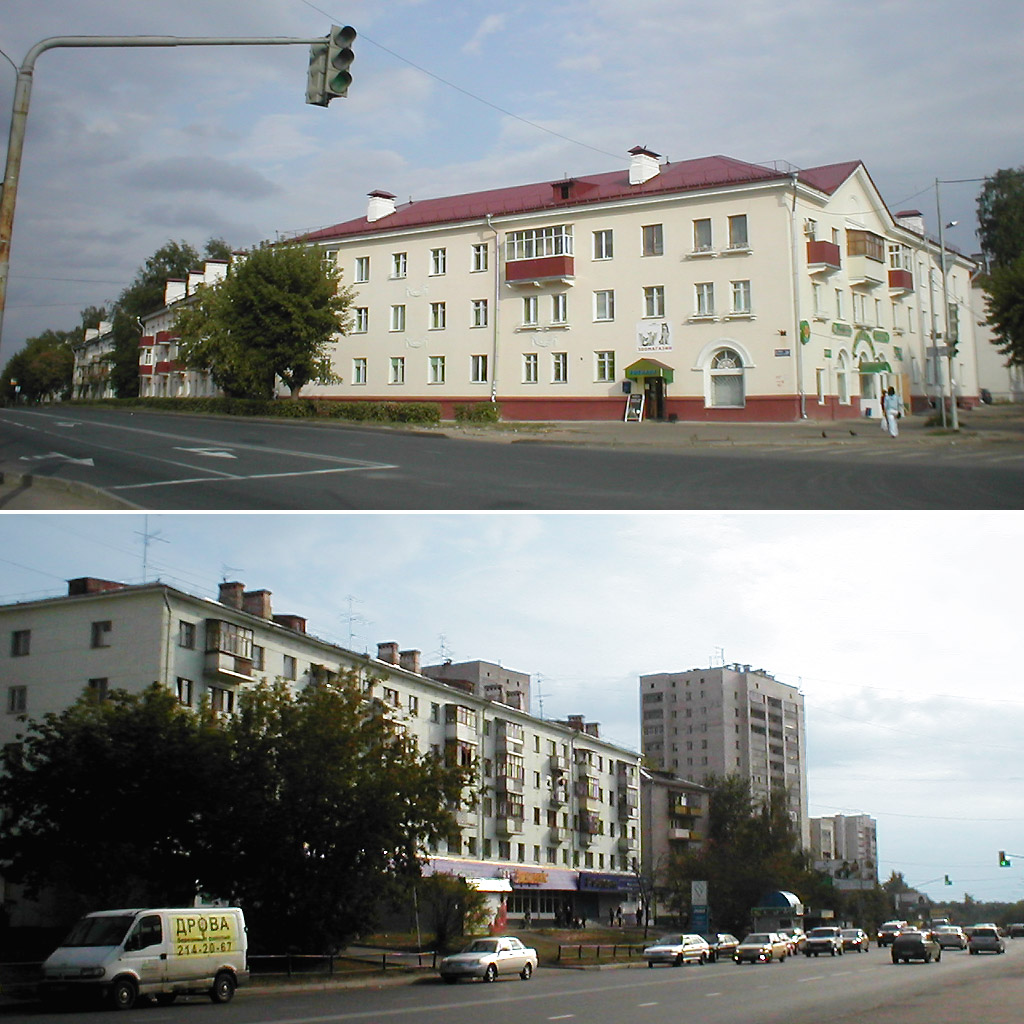
дома на улице Мира у площади